# Jack Starr
Jack Starr (Parigi, 22 agosto 1951) è un chitarrista e compositore statunitense noto per essere stato uno dei fondatori del gruppo musicale heavy metal Virgin Steele e per essere il leader dei Burning Starr.

## Biografia

### Virgin Steele e Burning Starr
Jack Starr  nacque in Francia, da madre francese e padre statunitense, e lì trascorse la sua infanzia. In seguito si trasferì con la famiglia a Long Beach (New York), negli Stati Uniti, dove frequentò le high school. Tra il 1971 e il 1973 ebbe la sua prima esperienza musicale con un gruppo rock chiamato California (noto anche come Cynthia Fever), con cui realizzò due singoli. Successivamente tornò in Francia, a Parigi, dove, nel 1975, fondò gli Starr System, band in cui militò anche Jano Hanela (in seguito batterista dei Trust), dei quali fece parte fino all’anno seguente; dopodiché si trasferì definitivamente negli Stati Uniti.
Nel 1981, assieme a David DeFeis, Joe O’Rielly e Joey Ayvazian diede vita ai Virgin Steele.
L’anno successivo contribuì alla registrazione dei brani per l’album Virgin Steele, a cui seguirono Guardians of the Flame e l’EP A Cry in the Night, entrambi del 1983. A causa di divergenze d’opinione con gli altri membri, riguardo al percorso stilistico intrapreso della band, Starr abbandonò il gruppo nel 1984.
Il chitarrista si dedicò quindi alla realizzazione di un disco da solista, per il quale si avvalse delle prestazioni del cantante Rhett Forrester, del bassista Garry Bordonaro e del batterista Carl Canedy, oltre che della collaborazione di altri musicisti. Out of the Darkness, uscì attraverso l’etichetta discografica Passport Records e in Europa fu pubblicato dalla Roadrunner Records e dalla Music for Nations. Sul finire del 1984 Starr fu invitato a prendere parte dei gruppi musicali doom metal e speed metal chiamati Devil Childe e Phantom Lord, i cui omonimi album uscirono qualche anno dopo. Si trattò di due formazioni improvvisate, che videro anche la presenza di Joe Hasselvander (in seguito batterista di Pentagram e Raven), e che registrarono del materiale con un budget estremamente ridotto. Nello stesso periodo venne anche inciso Lady Killer, un album da solista di Hasselvander, in cui le sessioni di chitarra vennero eseguite da Jack Starr. Lo stesso anno il chitarrista diede vita ai Burning Starr, con cui, tra il 1985 e il 1989, realizzò quattro dischi, il secondo dei quali, No Turning Back!, vide la partecipazione di David DeFeis come produttore e tastierista. In seguito Starr sciolse la band a causa della perdita di interesse da parte dei sostenitori, dovuta anche all’avvento di nuove correnti nella musica rock meno convenzionale.